# Dracula (tv-serie fra 2020)
 For alternative betydninger, se Dracula. (Se også artikler, som begynder med Dracula)
Dracula er en tv-serie skabt af Mark Gatiss og Steven Moffat, baseret på romanen med samme navn af Bram Stoker. Serien blev sendt og udgivet på BBC One og Netflix og består af tre episoder. Claes Bang spiller hovedrollen. Dracula havde premiere den 1. januar 2020 og blev sendt over tre dage.

## Medvirkende
- Claes Bang som Grev Dracula[2]
- Dolly Wells som Søster Agatha Van Helsing / Dr. Zoe Van Helsing
- John Heffernan som Jonathan Harker
- Morfydd Clark som Mina Murray
- Joanna Scanlan som Moder Superior
- Lujza Richter som Elena
- Jonathan Aris som Kaptajn Sokolov
- Sacha Dhawan som Dr. Sharma
- Nathan Stewart-Jarrett som Adisa
- Clive Russell som Valentin
- Catherine Schell som Hertuginde Valeria
- Patrick Walshe McBride som Lord Ruthven
- Youssef Kerkour som Olgaren
- Natasha Radski som Mor
- Lydia West som Lucy Westenra
- Matthew Beard som Jack Seward
- Mark Gatiss som Frank Renfield
- Chanel Cresswell som Kathleen
- Lyndsey Marshal som Bloxham
- Paul Brennen som Kommandør Irving
- John McCrea som Zev
- Sarah Niles som Meg
- Phil Dunster som Quincey Morris